# Ernst Stuven

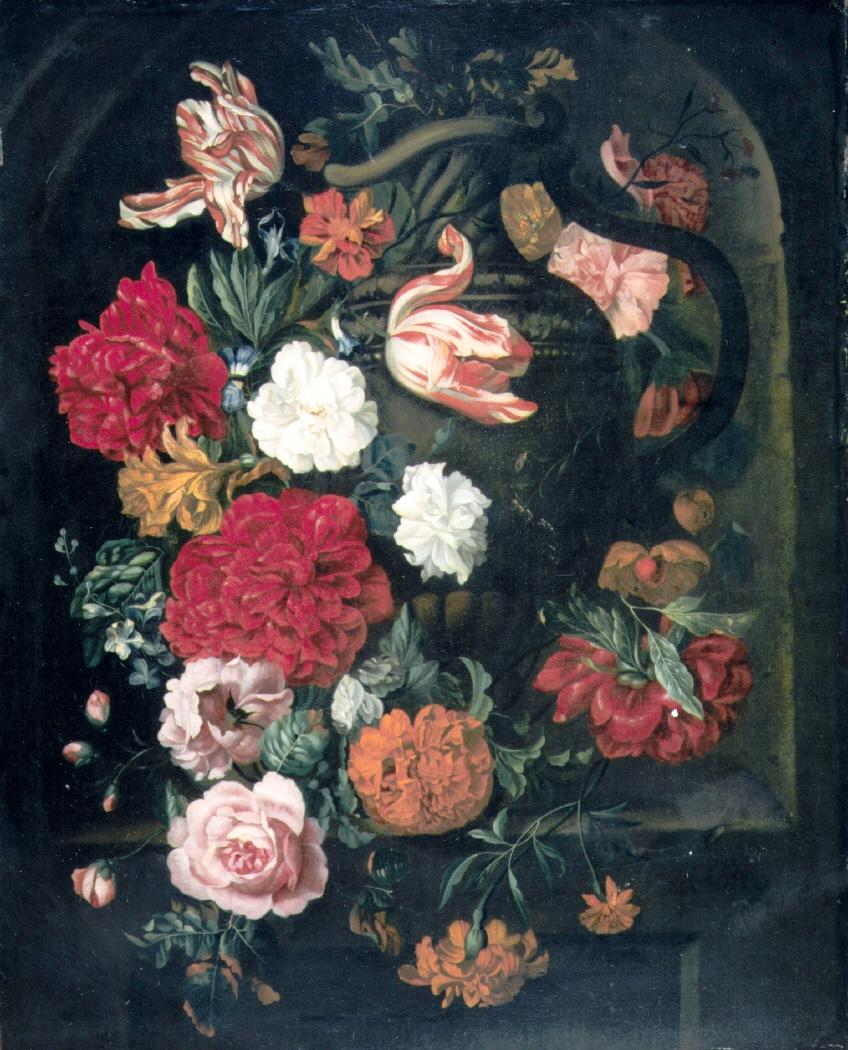
Florero, óleo sobre lienzo, 78 x 62 cm, Madrid, Museo Lázaro Galdiano.

Ernst Stuven (Hamburgo, c. 1657-Róterdam, 1712) fue un pintor de origen alemán activo en los Países Bajos donde se especializado en la pintura de bodegones de flores y frutas en el estilo de la escuela barroca neerlandesa.
En 1675 se trasladó a Ámsterdam para estudiar con Johannes Voorhout, a quien podría haber conocido en Hamburgo, para acercarse luego a los bodegonistas Willem van Aelst y Abraham Mignon. En Ámsterdam alcanzó cierto renombre como maestro independiente hasta que su temperamento violento lo llevó a la cárcel y al destierro en Róterdam. Según Arnold Houbraken, en 1697 fue condenado a doce años de prisión a causa de los malos tratos infligidos a uno de sus discípulos, Willem Grasdorp, también pintor de flores, al que retuvo cuando trató de escapar de su compañía, enfrentándose también violentamente a la madre del muchacho. Sin embargo, y siempre según Houbraken, pudo salir de la cárcel por buena conducta antes del cumplimiento de la sentencia para marchar a Haarlem primero y luego a Róterdam, donde trabajó para un caballero por un ducado diario, comida y alojamiento.